# Reginald Arvizu
Reginald Arvizu, pseud. art. Fieldy (ur. 2 listopada 1969 w Bakersfield, Kalifornia) – amerykański gitarzysta basowy.
Współzałożyciel zespołu L.A.P.D. razem z Jamesem Shafferem i Richardem Morrillem, którego nazwę później zmieniono na Creep. Po dojściu Jonathana Davisa i Briana Welcha zespół przybrał ostateczną nazwę Korn. W młodości był nazywany "Gopher" (Gofer), w czasach L.A.P.D. miał pseudonim "Garfield", "Garf" lub "Garr", którą wyjaśnił w jednym z wywiadów: Ludzie nazywali mnie Garfield, bo miałem dość duże, grube policzki, ale niedługo później ksywka sama jakoś przekształciła się w 'Fieldy'. Fieldy ma dwie córki: Olivię i Selenę oraz syna Israela.
Aktualnie gra na 5-strunowej gitarze basowej swojego projektu, wyprodukowanej przez firmę Ibanez (gitara nosi nazwę K5). W jego muzyce słychać wpływy rapu, hip-hopu i muzyki afrykańskiej. Jest jedynym leworęcznym członkiem Korna, ale gra na gitarze prawą ręką.
W 2002 wydał hip-hopowy album Fieldy's Dreams. W 2007 rozpoczął pracę nad projektem "StillWell" wraz z hip-hopowcem Q Unique.
W 2008 wydał książkę Got the life, nazwaną tym samym tytułem co jeden z singli Korna, w której opisuje swoje życie, zmiany jakie w nim zaszły i swego rodzaju nawrócenie.
Został członkiem grupy StillWell, w której składzie znalazł się także perkusista grupy P.O.D., Noah "Wuv" Bernardo".

## Dyskografia
- Fieldy – Behind the Player: Fieldy (2008, DVD, Alfred Music)

## Instrumentarium
| - Ibanez 10 Year Anniversary K5 bass - Ibanez Soundgear SR1305 5-string bass - Ibanez Soundgear SR885 5-string - Ibanez Soundgear 505's - Ibanez ATK305 - Ibanez K5 TKF 5-String - Ibanez K15 Custom built 15 string bass guitar - Ibanez Custom 5-string acoustic bass - Mesa Boogie M-2000 head - Mesa Boogie 4x10 PowerHouse Cab - Mesa Boogie PowerHouse 1000 Cab - Mesa Boogie 2x15 RoadReady Bass Cab - Mesa Boogie 4x10 RoadReady Bass Cab - Mesa Boogie Big Block 750 |  | - Mesa Boogie M-Pulse 600 - Mesa Boogie High Gain Amp Switcher - Hughes & Kettner BC 410H cabinets - Ampeg SVT-810E 8x10 cabinets - Boss Hyper Fuzz pedal - Boss GEB-7 Bass Equalizer - Boss TR-2 Tremelo - Furman Power Conditioner - Whirlwind Rack MultiSelector - Sansamp (1997) - Ibanez CF-7 Chorus Flanger (1999) - Boss SYB-3 Bass Synthesizer (1999) - VooDoo Lab Tremolo (1999) |